# Ruth Álvarez
Ruth Álvarez Bela (Palma de Mallorca, 5 de junio de 2000) es una futbolista profesional española que juega como lateral izquierdo. Fue internacional con la selección femenina sub-23 de España.
Álvarez es hija de padre español y madre ecuatoguineana. En 2015, cuando apenas tenía 15 años de edad, se convirtió en la jugadora más joven en haber participado en la Primera División Femenina de España.